# 109百貨

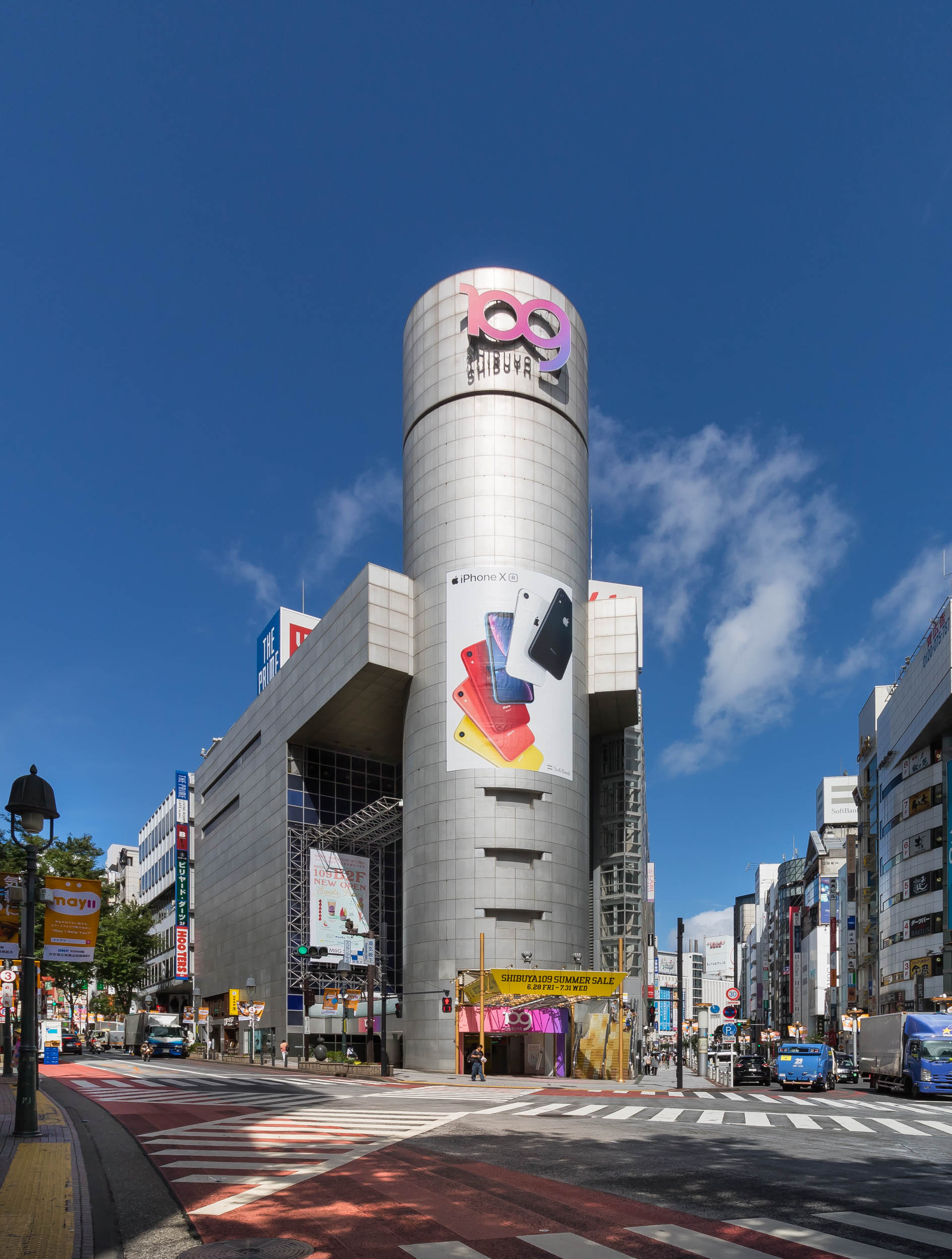
109百貨的旗艦店——SHIBUYA109。該圖攝於2019年7月，可見當時109百貨已更換新的識別標誌。

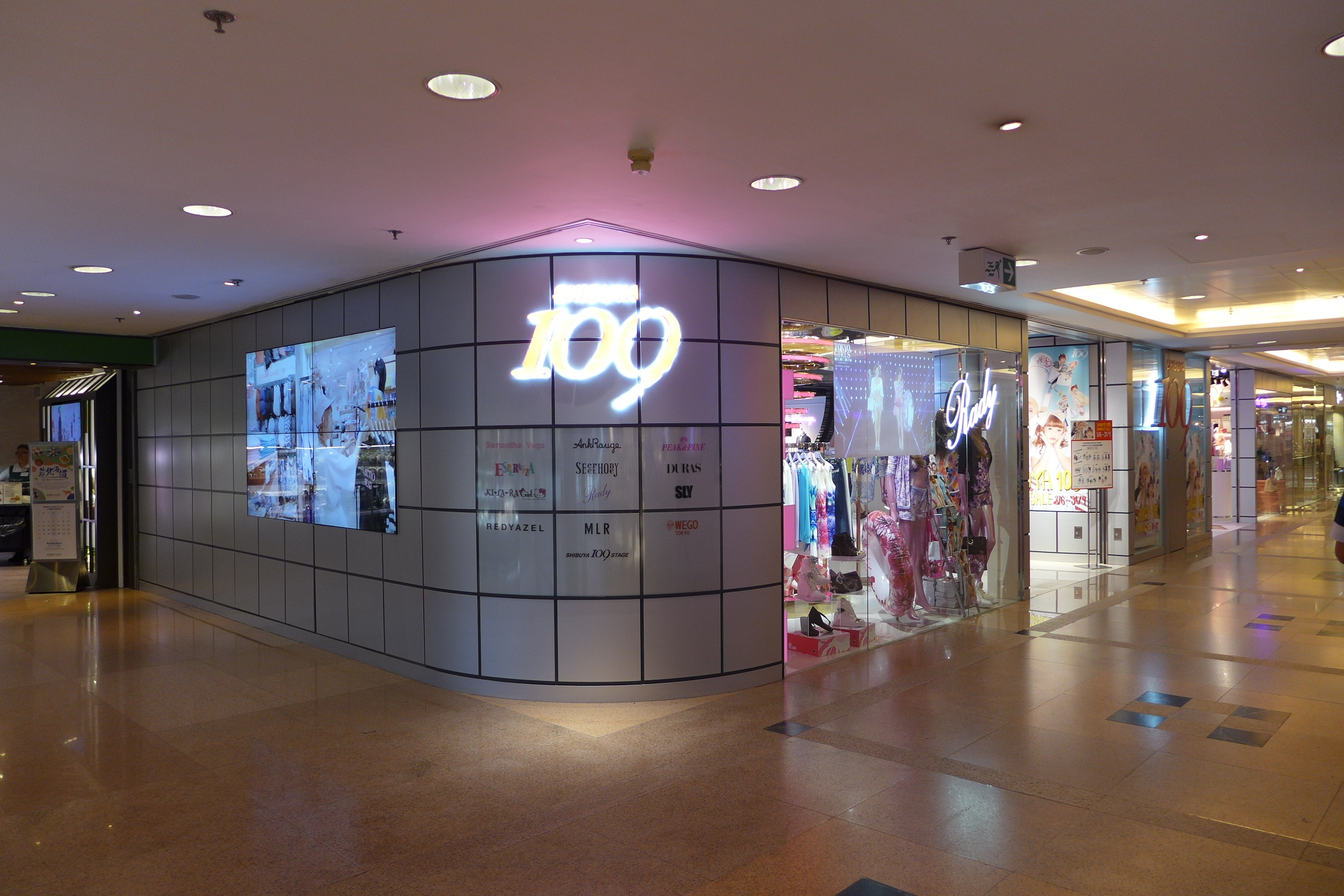
位於香港尖沙咀的SHIBUYA109

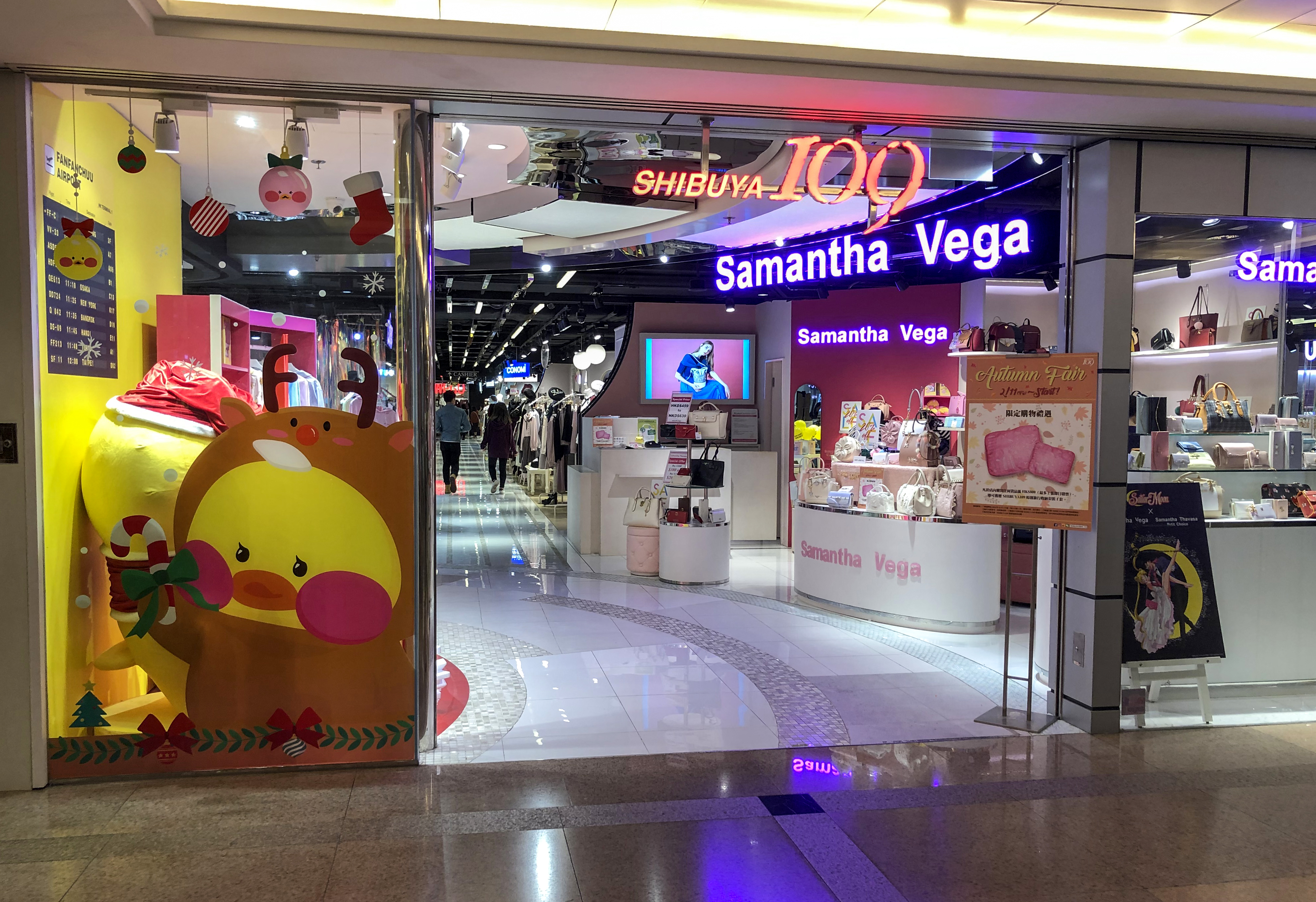
109百貨的旗艦店——SHIBUYA109

109百貨（日语：／ ichi maru kyū */?）是日本東急的全資子公司「株式會社SHIBUYA109娛樂」所開設的時裝大樓及企業品牌。「109」的名稱來自「東急」的日語諧音，同時也是其營業時間：上午10點至下午9點。
109百貨目前有5家分店，其中位於東京澀谷的SHIBUYA109是創始1號店，為澀谷地標之一。109百貨於2015年12月在香港開設首間海外分店，選址位於尖沙咀海港城港威商場3樓，面積為9,000平方呎。

## 店舖

### 主線店舖
- SHIBUYA109：1979年4月開業，位於東京都澁谷區道玄坂二丁目。
- KOHRINBO109：1985年9月開業，位於石川縣金澤市香林坊商店街。
- 109-②：1987年10月開業，位於東京都澁谷區。
- 109MACHIDA：2002年7月開業，位於東京都町田市。
- SHIZUOKA109：2007年10月開業，位於靜岡縣靜岡市葵區。
- SHIBUYA109：2020年12月開業，位於旺角彌敦道700號T.O.P商場MTR層K05-10&M09號舖

### 副線店舖
- SHIBUYA109 DREAMS：即SHIZUOKA109的前身，目前仍在SHIZUOKA109地下樓層營業。
- 109MEN'S：2007年9月開業，位於福岡縣福岡市中央區的大樓內。為依循SHIBUYA109 DREAMS模式的九州戰略性分店，以男性顧客群為目標市場。

### 已結業的店舖
- TOYAMA109：1986年3月開業，位於富山縣富山市。為加盟式的分店，於2000年9月結束加盟關係並改名為。
- UTSUNOMIYA109：2001年10月開業，位於栃木縣宇都宮市。2005年7月因業績不佳而結業。
- SHIBUYA109：2015年12月開業，位於尖沙咀海港城港威商場3樓3002號舖。2021年1月16日因租約期滿而結業。

## 外部連結
- 109総合 （页面存档备份，存于）
  - SHIBUYA109 （页面存档备份，存于）
  - MAGNET by SHIBUYA109 （页面存档备份，存于）
  - SHIBUYA109 ABENO（阿倍野） （页面存档备份，存于）
  - SHIBUYA109 KAGOSHIMA（鹿児島） （页面存档备份，存于）
  - SHIBUYA109 HONGKON（香港） （页面存档备份，存于）
  - SHIBUYA109広告メディア・イベントスペース （页面存档备份，存于）
  - SHIBUYA109的X（前Twitter）
  - SHIBUYA109的Facebook專頁
  - SHIBUYA109的Instagram帳戶
  - YouTube上的SHIBUYA109頻道
- 株式会社SHIBUYA109エンタテイメント （页面存档备份，存于）
- 株式会社東急モールズデベロップメント Archive.today的存檔，存档日期2020-03-28